# Михайло-Афонская Закубанская пустынь
Миха́йло-Афо́нская Закуба́нская пу́стынь — мужской монастырь Майкопской епархии Русской православной церкви, расположенный в посёлке Победа Майкопского района Адыгеи, к юго-востоку от Майкопа. Строения монастыря являются памятником архитектуры.

## История
Первые попытки создать монастырь в этих местах были предприняты в 1874 году, когда казаки местных станиц, готовые выделить под устройство монастыря 270 десятин общественной земли на горном плато у горы Физиабго, обратились с ходатайством к власть имущим.
История монастыря начинается в 1877 году, когда было выделено 350 десятин земли на склоне горы Физиабго для возведения православной обители. Возглавил строительство иеромонах Мартирий (Островы́х), до этого — монах Успенской келии Кутлумушского монастыря на Афоне. Строительство пустыни велось на добровольные пожертвования.
В 1883 году иеромонах Мартирий по решению Святейшего Синода возведён в сан архимандрита. В то время в обители было 180 насельников (в том числе 12 иеромонахов, 3 иеродиакона и 165 послушников).
В обители было построено пять храмов: во имя Архистратига Михаила, во имя преподобного Александра, Успенский, Преображенский и Троицкий; были открыты церковно-приходская школа, странноприимный дом.
В монастырь была передана святыня — частица Животворящего Креста Господня. К 1917 году Михайловский монастырь принимал по 150 тысяч паломников в год, а в дни Великого Поста в обитель стекалось до пяти тысяч человек.
В 1920 году земли монастыря были конфискованы, а в 1926 году на территории обители начал работать дом отдыха ГПУ. В 1928 году монастырь был закрыт окончательно. В 1944 году на территории обители расположилась детская колония. В 1946—1947 годах Преображенский храм и главное сердце монастыря Успенский собор были взорваны. В 1952 году Троицкий храм был переделан в школу детской колонии. В 1972 году колония была закрыта и все монастырские строения переданы Краснодарскому краевому совету по туризму и экскурсиям для организации турбазы «Романтика», которая существовала вплоть до 2001 года.

## Настоящее время
12 апреля 2001 года часть монастырских строений переданы Русской Православной Церкви. В сентябре 2001 года настоятелем монастыря назначен иеромонах Мартирий (Пянтин). Несмотря на то, что монастырь был официально возрождён, большую часть монастыря по-прежнему занимала турбаза с баром и дискотеками.
В 2002 году был официально возрождён и освящён святой источник, из которого ежедневно набирают воду сотни паломников со всей России, построены большая и две малых купальни.
В марте 2003 года указом Президента Республики Адыгея Х. М. Совмена монастырю были возвращены все постройки. В этом же году возрождён Троицкий храм. В монастыре сохраняются мощи его основоположника — архимандрита Мартирия (Острового) и частица Животворящего Креста Господня. У Михайловской пустыни восстановилось подворье с храмами Гурия, Самона и Авива. На горе высотой 974 метра заново построен Преображенский храм. На месте взорванного Успенского собора установлена часовня. Жизнь в монастыре полностью возродилась, восстановлена церковно-приходская школа. В 2005 году восстановлен старанноприимный дом, где на ночлег останавливаются паломники. В монастыре ведётся насыщенная жизнь, восстановлены конюшня, а также пасека и винодельни, работает две хлебопекарни, собирается чай из лечебных трав. 19 сентября 2010 года на территории пустыни был открыт памятник-бюст великому князю Михаилу Николаевичу (скульптор А. А. Аполлонов). В 2013 году проведены работы по обустройству асфальтированной дороги и стоянок. Выложены пешеходные дорожки. Благоустроены (вымощены и оснащены перилами и фонарями) дорожки и лестницы к источнику, к подземным лабиринтам и кельям монастыря, а также к Преображенскому храму на вершине горы. Все вырученные средства с экскурсий, продажи чая, хлеба и вина, а также пожертвования прихожан и туристов идут на возрождение Успенского собора взорванного в 1947 году.
В 2015 году монастырь посетил предстоятель Русской Православной Церкви патриарх Кирилл (патриарх Московский). В настоящее время монастырь посещают тысячи туристов и паломников со всей России и бывшего СССР.